# Stretching animal
 (décembre 2012).
Le stretching est un terme anglais qui signifie « étirer » ; les francophones englobent sous ce terme les techniques corporelles destinées à développer la souplesse, pour préparer l’organisme à un exercice physique ou pour en favoriser la récupération. 

## Stretching
Il convient de distinguer les pratiques d’étirement visant à préparer l’organisme à un effort ou à accélérer la récupération, des pratiques d’assouplissement visant à gagner en amplitude articulaire.
Ce qui était jusqu'alors une pratique réservée aux athlètes humains, s'est démocratisé et est même utilisé chez l'animal.
L’apparition des étirements dans les années 1980 a constitué un progrès dans la préparation physique des athlètes, qui se sont intéressés à leurs différents groupes musculaires et à leur mobilité articulaire. Depuis lors les exercices de stretching ont largement été inclus dans l’échauffement et dans la récupération post-exercice. Cependant depuis le début des années 1990 quelques études mettent en doute l’utilité du stretching dans la prévention du risque de blessures, et même démontrent que le stretching pourrait diminuer la performance sportive.

## Stretchinganimal

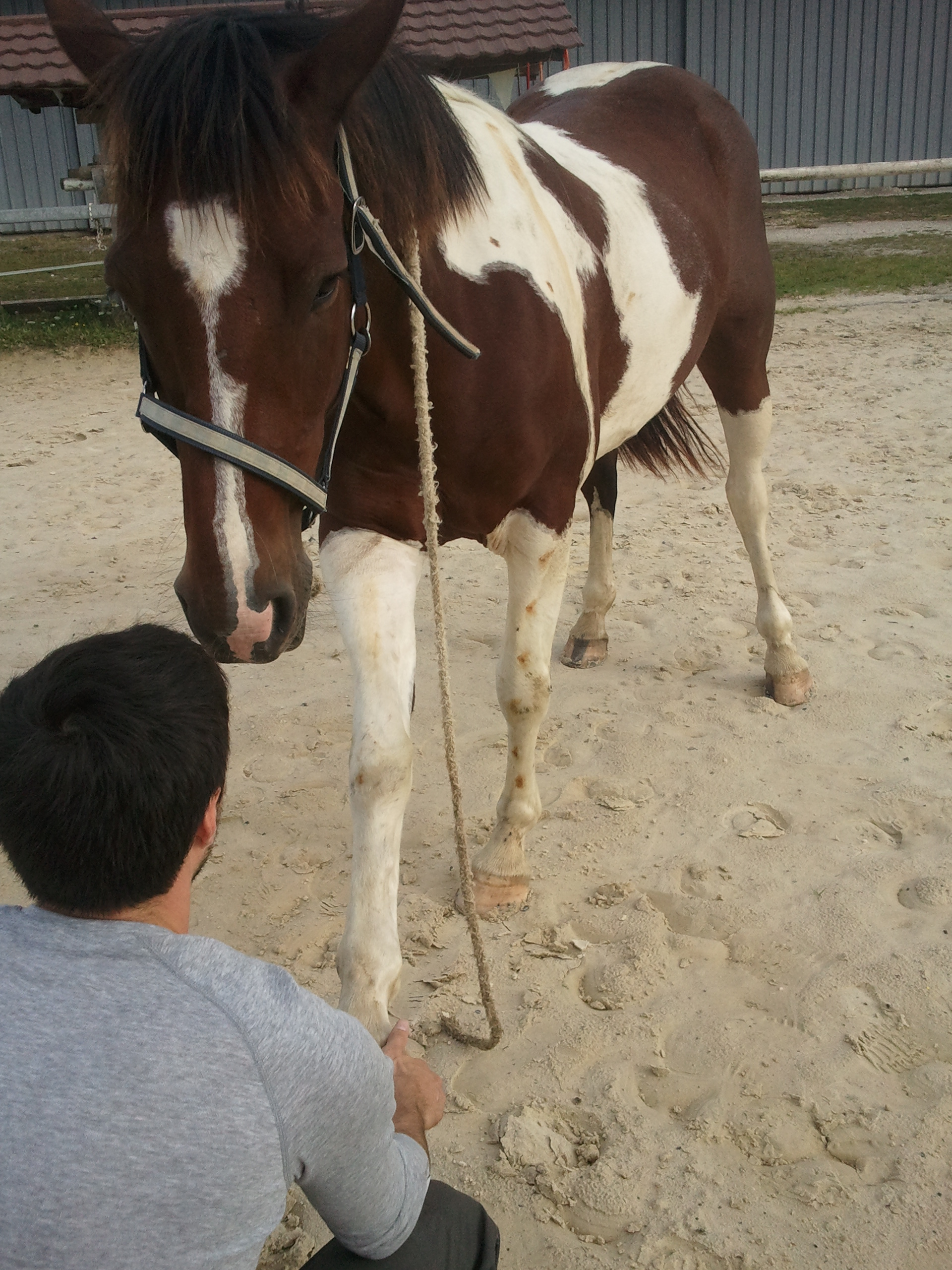
Stretching du membre antérieur d'un cheval

Certains auteurs ont montré que le stretching bien employé permet un renforcement des structures myo-tendineuses pour les rendre capables de subir les contraintes en traction. Cette action conviendra à l’entretien du chien sportif afin d’éviter entre autres les « blessures » musculaires. 
Tous les muscles n’ont pas une activité équivalente lors de l’exercice physique, de la même manière l’anatomie de l'animal ne permet pas d’étirer individuellement chaque muscle, les exercices se font donc par loge musculaire ayant une même fonction pour le mouvement.
Également, ne pouvant pas demander à l'animal d’adopter certaines positions ou d’effectuer des contractions musculaires, le stretching s’orientera surtout vers un stretching simple, lent et  passif.
Il se pratique dans un endroit calme, avec de l’espace, sans trop de monde alentour.
Le stretching est une technique complémentaire, elle ne remplace pas le suivi vétérinaire et elle ne pourra bien évidemment pas tout traiter.
Le stretching trouve un intérêt pour les animaux mis au repos, qui ne pourront engager leurs groupes musculaires car limités au niveau des sorties et promenades.
Il est à noter qu’étirer durant un temps long avant une activité de type explosif peut entrainer une diminution des performances, cependant mal étirer est pire que de ne rien faire (si l’étirement est fait en force par exemple). 
Mais lorsque les exercices d’étirement sont correctement conduits ils pourront, dans une certaine mesure en se basant sur la littérature vétérinaire, redonner amplitude, diminuer le risque de blessure, favoriser la récupération musculaire, améliorer la force mais aussi pour échauffer/préparer l’organisme à une certaine activité physique…